# 耶律寿远
耶律寿远（？—960年），辽穆宗时政事令。辽朝契丹人。
耶律寿远和皇叔耶律李胡关系匪浅，开始担任政事令，相当于唐宋的中书令。应历十年（960年）七月辛酉，政事令耶律寿远、太保楚阿不等谋反，被辽穆宗诛杀。十月，耶律李胡之子耶律喜隐谋反，事败被捕，因供词牵涉耶律李胡，耶律李胡入狱而死。